# Alfa Romeo Giulietta (2010)
De Alfa Romeo Giulietta is een wagen van het Italiaanse autohuis Alfa Romeo. De auto was alleen verkrijgbaar als vijfdeurs hatchback. De Giulietta was de opvolger van de Alfa Romeo 147 en werd eerder aangeduid met de namen 149 en Milano, maar kreeg uiteindelijk toch de historische naam Giulietta mee. De productie begon eind 2009 en het model werd in maart 2010 geïntroduceerd tijdens de Autosalon van Genève. De totale productie van Giulietta's tussen 2010 en 2012 wordt geschat op ongeveer 200.000. Tevens kwam de Giulietta op de tweede plaats om de prijs 'Europees Auto van het Jaar'. De productie van de auto eindigde in 2022. In Europa werden zo'n 428.000 exemplaren verkocht.

## Kenmerken
De Giulietta heeft het C-Evo platform als basis, een verbeterde versie van het C-platform dat werd gebruikt voor de Lancia Delta en de Fiat Bravo. Dit nieuwe platform zou dienstdoen onder een breed assortiment auto's van de Fiat Groep en ook van het Amerikaanse Chrysler. Inmiddels werd het platform ook al gebruikt voor de Dodge Dart en de Fiat Viaggio. Andere modellen zullen nog volgen.
Qua uiterlijk doet het model nog enigszins denken aan z'n voorganger, de 147, met de brede achterlichten, de verborgen handgreep en uiteraard de kenmerkende driehoekige grille. De neus volgt de weg die was ingezet met de Alfa Romeo Mito. Zowel de 1.750 Quadrifoglio Verde (klavertjevier) als de 170 pk versie van de 2.0 JTDm dieselmotor zijn te herkennen aan de twee uitlaten, waarbij de QV ook nog een klavertjevier logo op het voorscherm heeft. De binnenkant is voorzien van typische Alfa details, zoals de drie ronde bedieningsorganen voor de airconditioning, het driespaaks stuurwiel en de in kokers gevatten snelheidsmeter/toerenteller. Wel nieuw voor Alfa Romeo was het (optionele) opklapbare navigatiescherm. In later versies werd dit vervangen door een ingebouwd aanraakscherm. 
De Giulietta beschikt over het zogeheten 'DNA-systeem'. Door middel van een grote knop bij de versnellingspook is het (rij)karakter van de auto te beïnvloeden. Het systeem beïnvloedt onder meer de respons van het gaspedaal, de stuurbekrachtiging en de werking van het ESP. De D-stand (Dynamic) zorgt voor een sportief karakter, N (Normal) voor de standaardinstelling en de A (Advanced Efficiency of All Weather in latere modellen) is er om zuiniger te rijden en helpt bij slechte weersomstandigheden. Het ESP zal eerder ingrijpen en ook de motor zal minder fel reageren. In de Dynamic-stand beschikt de motor tijdelijk over meer koppel, dankzij een 'overboost-functie'.
De Giulietta wordt geleverd met motoren die variëren van 105 tot 235 pk. Het model kreeg vijf sterren in de EuroNCAP-crashtest.

### Motoren

#### Benzine
| Type          | Motor     | Motor     | Vermogen | Koppel | Jaartal     |
| Type          | Inhoud    | Cilinders | Vermogen | Koppel | Jaartal     |
| ------------- | --------- | --------- | -------- | ------ | ----------- |
| 1.4 T-Jet     | 1.368 cm³ | 4-in-lijn | 105 pk   | 206 Nm | 2012 - 2020 |
| 1.4 T-Jet     | 1.368 cm³ | 4-in-lijn | 120 pk   | 206 Nm | 2010 - 2020 |
| 1.4 Multiair* | 1.368 cm³ | 4-in-lijn | 170 pk   | 250 Nm | 2010 - 2020 |
| 1.750 TBi     | 1.742 cm³ | 4-in-lijn | 235 pk   | 340 Nm | 2010 - 2014 |
| 1.750 TBi*    | 1.742 cm³ | 4-in-lijn | 241 pk   | 350 Nm | 2014 - 2020 |

#### Diesel
| Type      | Motor     | Motor     | Vermogen | Koppel | Jaartal     |
| Type      | Inhoud    | Cilinders | Vermogen | Koppel | Jaartal     |
| --------- | --------- | --------- | -------- | ------ | ----------- |
| 1.6 JTDm  | 1.598 cm³ | 4-in-lijn | 105 pk   | 320 Nm | 2010 - 2020 |
| 2.0 JTDm  | 1.956 cm³ | 4-in-lijn | 140 pk   | 350 Nm | 2010 - 2020 |
| 2.0 JTDm* | 1.956 cm³ | 4-in-lijn | 170 pk   | 350 Nm | 2010 - 2020 |
| 2.0 JTDm* | 1.956 cm3 | 4-in-lijn | 175 pk   | 350 Nm | 2014 - 2020 |
|           |           |           |          |        |             |

Motoren voorzien van een * zijn optioneel te verkrijgen met een automaat met dubbele koppeling (TCT). Deze bak heeft zes versnellingen en zorgt ervoor dat het gemiddelde verbruik van de motoren nog wat verder omlaag gaan.

### Uitvoeringen
De Giulietta was verkrijgbaar in de volgende uitvoeringen:
- Progression: standaard onder andere DNA-systeem, start-stopsysteem, cruise control, airconditioning, elektrisch verstel-/verwarmbare buitenspiegels, radio/cd-speler met MP3-functie, met leer bekleed stuurwiel en elektrische ramen vóór
- Distinctive: extra ten opzichte van Progression onder andere automatische gescheiden airco, elektrische ramen vóór/achter, mistlampen vóór, verchroomde sierlijsten, amsteun vóór en 16" lichtmetalen velgen
- Quadrifoglio Verde: extra ten opzichte van Distinctive onder andere aluminium sportpedalen, donkere koplampen, 'privacy glass', 'side skirts', verlaagd sportonderstel, matgrijze spiegelkappen, zwarte hemelbekleding, 17" lichtmetalen velgen en twee uitlaten. Bij latere modellen kreeg deze uitvoering de naam Veloce. Op het einde van de levensloop van de Giulietta was tevens een Sprint-uitvoering leverbaar, die de uitrusting van de Veloce combineerde met de kleinere 1.4 benzinemotor, wat voorheen niet mogelijk was.

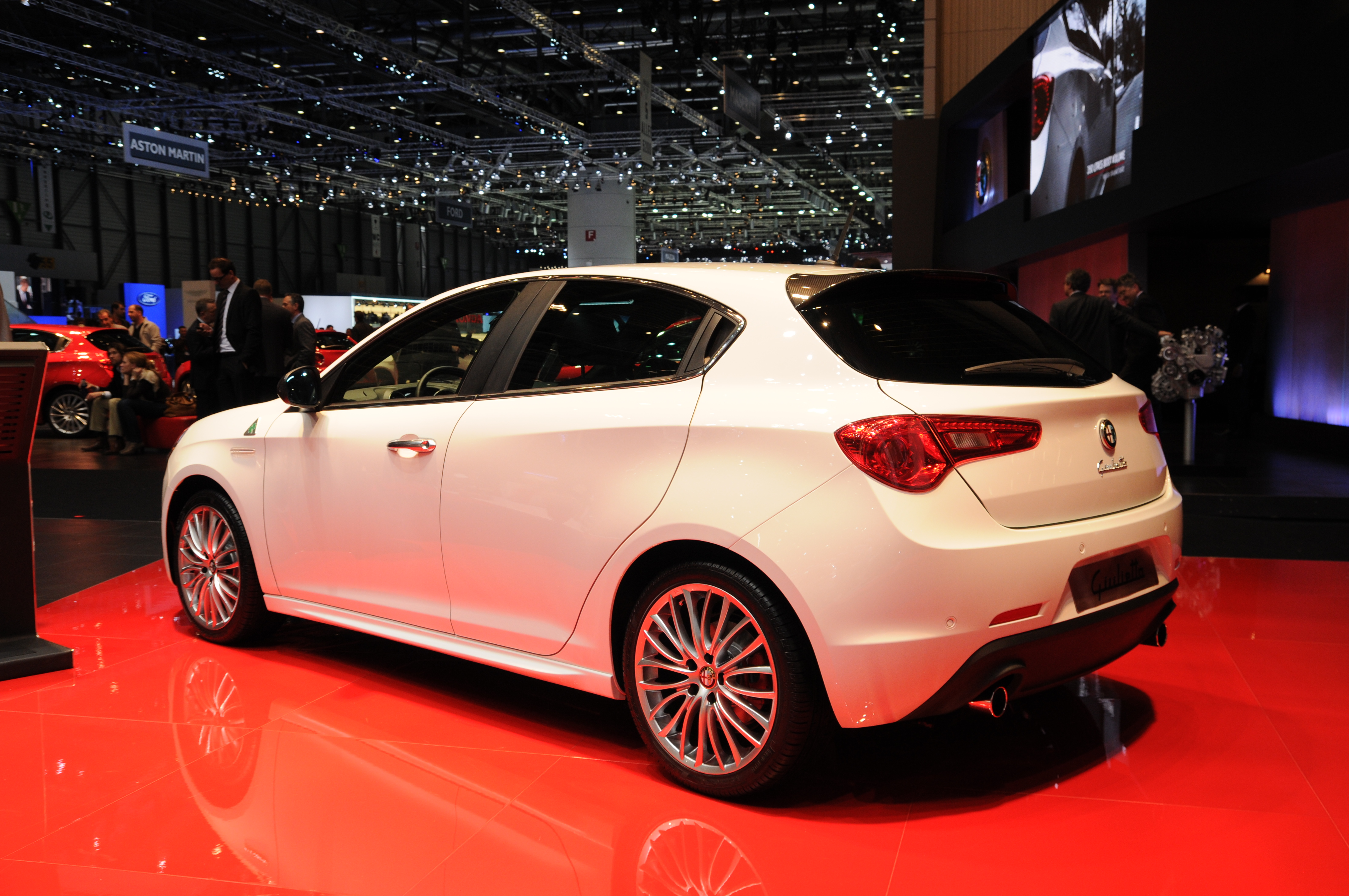
Alfa Romeo Giulietta Quadrifoglio Verde

### Quadrifoglio Verde
Vanaf de introductie van de Giullietta leverde Alfa het model ook als QV uitvoering. Deze is (zoals hierboven vermeld) te herkennen aan de twee uitlaten en het logo op het voorscherm. Onder de kap ligt een 1.75 liter viercilinder, voorzien van directe benzine-inspuiting en een turbo. Het vermogen bedraagt 235 pk en het koppel 340 Nm. In 6,8 seconden zit de QV op 100 km/h. De topsnelheid bedraagt 242 km/h. Na de facelift van 2014 bedraagt het vermogen van de QV 241 pk en het koppel 350 Nm. Deze QV wordt alleen geleverd met een TCT bak en beschikt over launch control waarmee de auto binnen 6 seconden de 100 km/h behaalt. In 2014 is de QV ook geleverd als limited edition genaamd "Launch Edition".

## Motorsport
Vooral in de toerwagen kampioenschappen is de Giulietta succesvol.
Enkele Giulietta's namen deel aan de TCR European Touring Car Series in 2016 en 2017.
Ook aan de TCR Italian Touring Car competition werd in 2017 deelgenomen.
Daarnaast zullen er in het 2018 British Touring Car Championship (BTCC) 2 Giulietta's rijden.

## Onderscheidingen
- Auto Europa 2011[6]
- Auto Trophy 2010 (Design Trophy - Compact Category) - Auto Zeitung[6]
- Compact Car of the Year Trophée L'Argus[6]
- Greek Car of the Year 2011[7]
- Czech Republic Car of the Year 2011[8]
- Die besten Autos 2010 - Import compact cars category - Auto, Motor und Sport[9]
- Die besten Autos 2011 - Import compact cars category - Auto, Motor und Sport[10]
- Beste nieuwe motor 2010.[11]